# Jacalteken
De Jacalteken zijn een Mayavolk in Guatemala en Mexico. Het Jacalteeks is een van de erkende Mayatalen en is verwant aan het Q'anjob'al. De Jacalteken hebben twee dialecten. Het Oost-Jacalteeks wordt gesproken in en rond de gemeente Concepción Huista, dicht langs de grens met Mexico. Het West-Jacalteeks, ook wel Popti genoemd, wordt gesproken in Jacaltenango. Sprekers van Oost- en West-Jacalteeks kunnen elkaar goed verstaan. Naast de in Guatemala wonende Jacalteken, zijn er 1.478 Jacalteken in Mexico, waarvan de meesten in Chiapas en enkele groepen Guatemalteekse vluchtelingen in Quintana Roo en Campeche.
Achi · Acateken · Aguacateken · Chuj · Garifuna · Ch'orti' · Itza · Ixil · Jacalteken · K'iche' · Kaqchikel · Lacandón · Mam · Mopan · Poqomam · Poqomchi' · Q'anjob'al · Q'eqchi' · Sacapulteken · Sipakapense · Tectiteken · Tz'utujil · Uspanteken · Xinka